# Norape acuta
Norape acuta är en fjärilsart som beskrevs av Hopp 1927. Norape acuta ingår i släktet Norape och familjen Megalopygidae. Inga underarter finns listade i Catalogue of Life.